# Oost-Thürings voetbalkampioenschap 1914/15
In 1913/14 werd het zesde voetbalkampioenschap van Oost-Thüringen gespeeld, dat georganiseerd werd door de Midden-Duitse voetbalbond. 
Wegens het uitbreken van de Eerste Wereldoorlog werd de competitie onderverdeeld in regionale groepen. Er zijn geen uitslagen meer bekend, enkel van groep 1 zijn de eindstanden bekend. Er vond alleszins geen verdere eindronde voor de algemene titel plaats. 

## 1. Klasse

### Groep 1
| Plaats | Club                     | Wed. | W | G | V | Saldo | Ptn. |
| ------ | ------------------------ | ---- | - | - | - | ----- | ---- |
| 1.     | SC 1903 Weimar           |      |   |   |   |       |      |
| 2.     | Vereinigte Turner Apolda |      |   |   |   |       |      |
| 3.     | BC Vimaria Weimar        |      |   |   |   |       |      |
| 4.     | FC Preußen Apolda        |      |   |   |   |       |      |
| 5.     | BC Apolda                |      |   |   |   |       |      |
| 6.     | TV Apolda                |      |   |   |   |       |      |

|  | Groepswinnaar |

### Groep 2
Enkel de delenemers zijn bekend: Sp.Abt. der Turnerschaft Gera-Rubitz, FC Concordia Gera, SC Zwötzen, FC Thüringen Weida, SC 1904 Gera

### Groep 3
FC Carl Zeiss Jena nam zeker deel, andere clubs zijn niet bekend.

### Groep 4
Hier zouden clubs kunnen deelnemen uit de steden Neustadt/Orla, Saalfeld, Rudolstadt en Pösneck, maar nadat zich slechts één team aanmeldde werd er geen competitie gespeeld. 